# Cool jazz
Cool jazz là thể loại nhạc jazz ra đời tại Mỹ trong thập niên 1940, chủ yếu được cấu thành từ những âm thanh nhẹ nhàng và tiết tấu chậm rãi, đối lập hoàn toàn với thể loại bebop sôi động và ồn ào đang thống trị vào thời điểm đó. Cool jazz thường được xây dựng và sáng tác theo những nguyên tắc của nhạc cổ điển. Trong ngôn ngữ chuyên ngành, khái niệm này ám chỉ chung các dòng nhạc jazz kể từ sau Thế chiến. Theo nhận xét của Paul Tanner, Maurice Gerow và David Megill, "cách hòa âm của những nhạc sĩ bảo thủ của dòng nhạc này giống với màu phấn nhạt, trong khi phong cách solo của Dizzy Gillespie lại rực rỡ như màu đỏ sẫm vậy".
Khái niệm "cool" nhiều khả năng bắt nguồn từ album Classics in Jazz: Cool and Quiet năm 1953 của hãng Capitol Records. Theo nhà nghiên cứu Mark C. Gridley từ All Music Guide to Jazz, có tới 4 tiểu thể loại của cool jazz:
1. "Bebop nhẹ nhàng", điển hình với Miles Davis trong album Birth of the Cool. Ngoài ra còn phải kể tới nhóm Modern Jazz Quartet, giai đoạn cuối sự nghiệp của Gerry Mulligan khi ông cộng tác cùng Chet Baker và Bob Brookmeyer, hay sự nghiệp của Stan Kenton những năm cuối thập niên 1940. Không thể không nhắc tới những tượng đài như George Shearing và Stan Getz.
2. Thế hệ các nghệ sĩ mới thoát ly khỏi dòng nhạc bebop nhưng không đi theo làn sóng nhạc swing đương thời. Có thể kể tới Lennie Tristano, Lee Konitz, Warne Marsh; Dave Brubeck cùng Paul Desmond; cùng những nhạc công lớn như Jimmy Giuffre, Dave Pell vốn ảnh hưởng từ Count Basie và Lester Young.
3. Những nghệ sĩ sinh trưởng tại California trong những thập niên 1940 và 1950. Họ cùng nhau chơi nhạc và phát triển nên dòng nhạc West Coast jazz sau này.
4. Âm nhạc kiểu mới từ những nhạc sĩ như Teddy Charles, Chico Hamilton, John LaPorta,... trong thập niên 1950.